# Elettra (Euripide)
Elettra (in greco antico: Ἠλέκτρα?, Eléktra) è una tragedia di Euripide, rappresentata per la prima volta nel 416-413 a.C. circa, o poco prima.  L'opera si inserisce nella cosiddetta Saga degli Atridi. Esiste anche una omonima tragedia di Sofocle, rappresentata probabilmente pochi anni dopo, nonostante la datazione precisa resti incerta.

## Trama

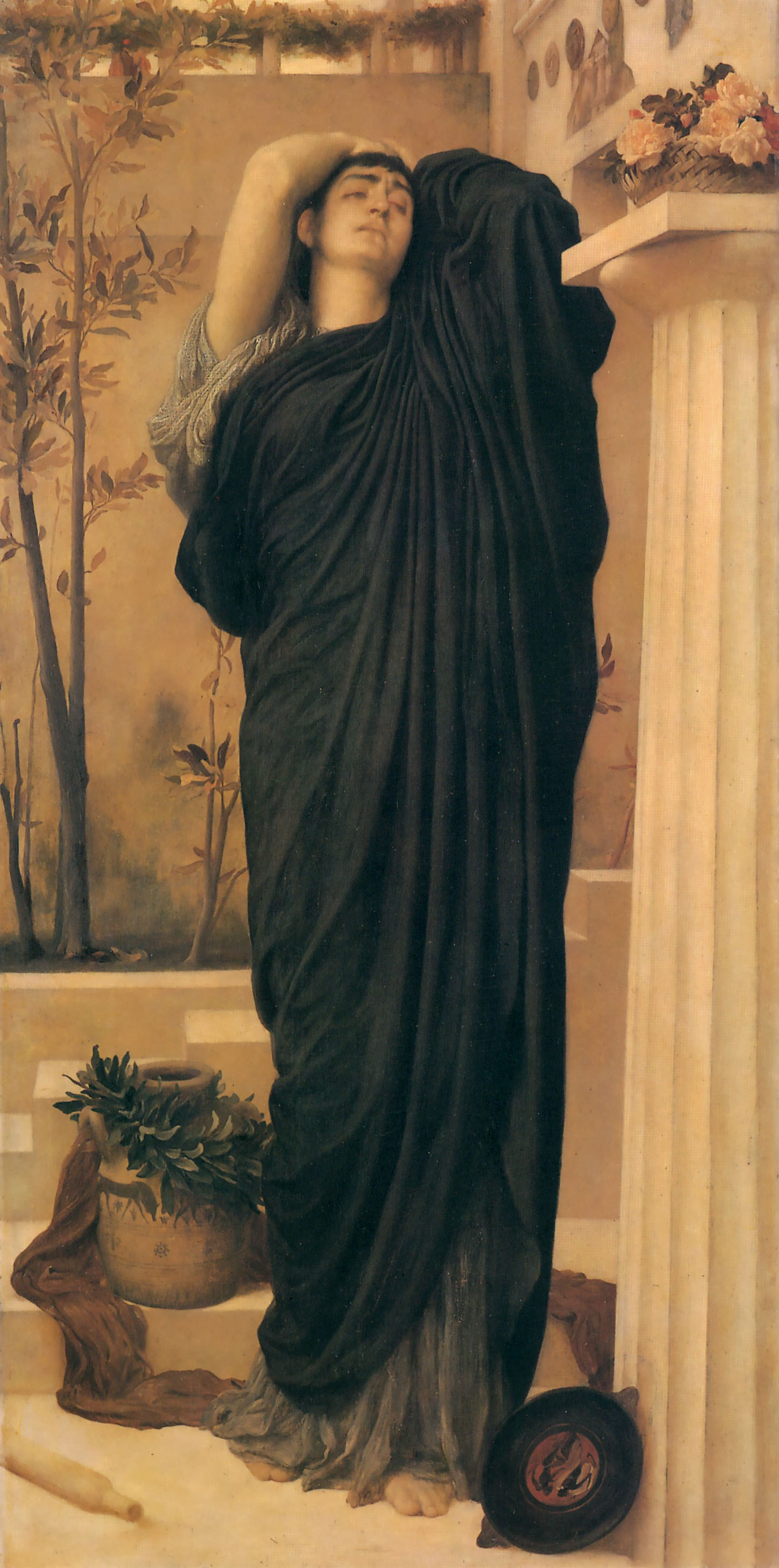
Frederic Leighton, (1869), Elettra sulla tomba di Agamennone, collezione privata.

Antefatto: Agamennone, sovrano di Argo, di ritorno dalla guerra di Troia era stato ucciso dalla moglie Clitennestra insieme all'amante Egisto, che erano così diventati despoti della città. Per quanto riguarda i figli di Agamennone, Oreste ed Elettra, il primo si era salvato poiché era stato portato in un'altra città, mentre la seconda era stata data in sposa da Egisto a un povero contadino, che tuttavia non aveva mai osato toccarla, in quanto donna di rango superiore al suo. Anni dopo, l'oracolo di Apollo ordina ad Oreste di tornare ad Argo e uccidere gli assassini di Agamennone, ossia Egisto e la propria madre Clitennestra.
Oreste dunque torna ad Argo sotto mentite spoglie insieme all'amico Pilade, incontra Elettra e, dopo un lungo dialogo con lei, viene riconosciuto dal Vecchio, pedagogo di suo padre, attraverso una cicatrice che Oreste si era procurato da bambino. Elettra viene così a sapere che lo sconosciuto è suo fratello e insieme preparano la vendetta per la morte del padre, ossia l'uccisione di Egisto e Clitennestra. Oreste si occuperà del primo, Elettra della seconda.
Egisto viene ucciso mentre si trova fuori dalla reggia per compiere un sacrificio, assalito alle spalle da Oreste. Elettra invece manda a chiamare la madre Clitennestra, con la scusa di avere appena partorito. La madre arriva su un cocchio, ansiosa di vedere il bimbo e disposta ad una chiarificazione con la figlia, ma Elettra rifiuta le ragioni della madre e la uccide. Dopo gli omicidi, i due fratelli sono sconvolti e rosi dal senso di colpa per ciò che hanno fatto.
Infine appaiono i Dioscuri ex machina e Castore, criticando l'ordine di Apollo, considerato non saggio, predice che Oreste per l'omicidio sarà processato ad Atene e infine assolto, mentre Elettra, libera da colpe (che nel suo caso sono tutte addossate ad Apollo), andrà in sposa a Pilade e andrà a stare da lui. Entrambi i fratelli, quindi, abbandonano Argo.

## Commento

### La rivisitazione del mito
Come in numerose altre opere, anche nell'Elettra Euripide propone una sostanziale revisione del mito, che, pur rimanendo sostanzialmente intatto nelle sue linee essenziali, viene trasformato per quanto riguarda i caratteri e le motivazioni dei personaggi. Molto marcata è, in effetti, la differenza tra quest'opera e l'Orestea di Eschilo (messa in scena nel 458 a.C., ma replicata pochi anni prima), dalla quale Euripide sembra voler chiaramente ed esplicitamente smarcarsi. Se infatti l'opera di Eschilo era ambientata nelle sedi istituzionali (il palazzo reale di Argo, l'Areopago di Atene) e i toni erano aulici e solenni, l'Elettra appare quasi straniante per la dimensione bucolica in cui è immersa (la casa di un contadino) e per il tono più umile e dimesso.

### I personaggi
La rivisitazione del mito è evidente anche nel carattere dei personaggi: Elettra, che nell'Orestea era una ragazzina che viveva al palazzo di Argo quasi da schiava, impaurita e incapace di azioni cruente, è qui invece presentata come una contadina, che però con il suo odio è il vero motore dell'azione. La figura di Oreste è assai meno scandagliata, Euripide non si cura di analizzarne meglio le motivazioni, mentre Clitennestra, che in Eschilo era la terribile assassina di Agamennone, qui appare come una donna debole e rosa dal senso di colpa. L'unica figura realmente positiva è quella del contadino, persona ragionevole che ha sempre preferito non insidiare la verginità di Elettra, percependo l'inopportunità di un simile gesto, mentre gli altri personaggi (alcuni dei più noti della mitologia greca) si esibiscono in una lunga serie di inganni e di omicidi tra parenti.

## Edizioni italiane
- Elettra, in: Tragedie VI, traduzione di Ettore Romagnoli, Bologna, Zanichelli, 1930. - Introduzione e commento di Giuseppe Schiassi, Zanichelli, 1958.
- L'Elettra, traduzione di Manlio Faggella, Milano, Società Anonima Editrice Dante Alighieri, 1936.
- Elettra, a cura di , Introduzione e Commento di Angelo Taccone, Milano, Signorelli, 1937.
- Elettra, traduzione di Domenico Ricci, Collana BUR nn.1131-1134, Milano, Rizzoli, 1957.
- Elettra, traduzione di Carlo Diano, Urbino, Armando Argalìa Editore, 1968.
- Elettra, in: Tutte le Tragedie, traduzione di Filippo Maria Pontani, Roma, Newton, 1977. - a cura di Anna Beltrametti, in: Le Tragedie, Collezione I Millenni, Torino, Einaudi, 2002, ISBN 978-88-061-6289-4; I Meridiani Collezione, Mondadori, 2007.
- Elettra, traduzione di Umberto Albini e Vico Faggi, Note di Claudio Bevegni, Collana I grandi libri n.294, Milano, Garzanti, 1983.
- Elettra, a cura di Silvia Fabbri, Collana Oscar, Milano, Mondadori, 1995, ISBN 88-04-394-76-5.
- Elettra, traduzione di Maria Pia Pattoni, Introduzione e note di Enrico Medda, Collana BUR Classici Greci e Latini, Milano, Rizzoli, 1997, ISBN 88-17-171-11-5.
- Elettra, in Le tragedie, traduzione di Angelo Tonelli, Collana Grandi Classici tascabili, Venezia, Marsilio, 2007, ISBN 978-88-317-9312-4. - in: Tutte le tragedie, Collana UEF, Milano, Marsilio, 2022; in: Eschilo-Sofocle-Euripide, Tutte le tragedie, Collana Il pensiero occidentale, Milano, Bompiani, 2011, ISBN 978-88-452-6658-4.
- Elettra, a cura di Roberta Sevieri, Collezione Saturnalia n.61, Milano, La Vita Felice, 2022  [Principato, 2009], ISBN 978-88-934-6575-5.
- Elettra, a cura di Guido Avezzù, Collezione Scrittori greci e latini, Milano, Mondadori, 2025.